# Coppa Spengler 1927
La 5ª edizione della Coppa Spengler si è svolta alla fine di dicembre del 1927 a Davos, in Svizzera.

## Finale
| Davos fine dicembre 1927 | Davos | 3 – 2 referto | Berliner SC | (4.000 spett.) |

## Classifica finale
1. Davos
2. Berliner SC
3. Oxford University
4. Cambridge University
5. Canadiens de Paris
6. SC Riessersee